# Friedrich Sauthoff

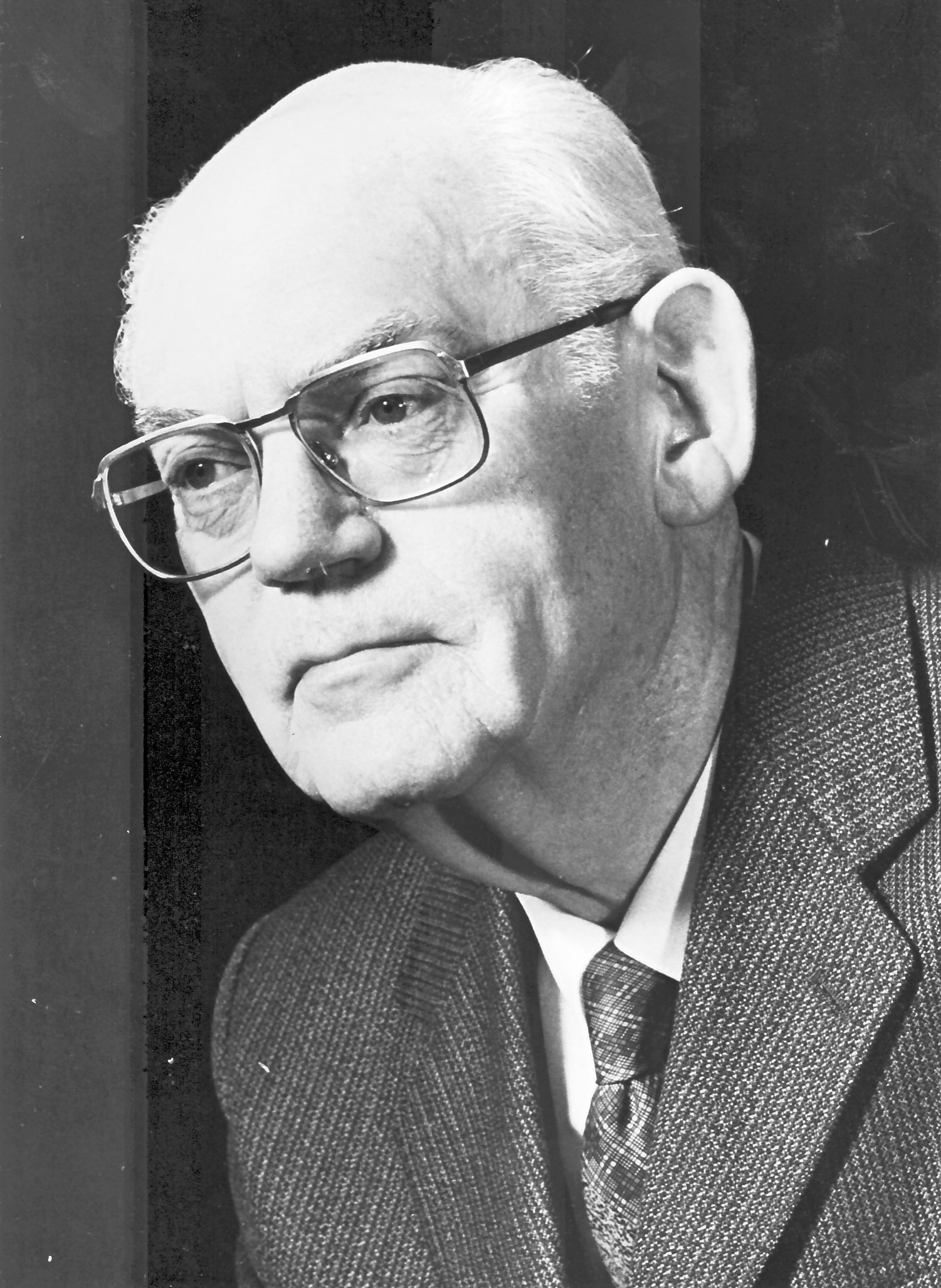
Friedrich Sauthoff

Friedrich Sauthoff (* 28. Mai 1905 in Osnabrück; † 23. Dezember 1994 in Düsseldorf) war ein deutscher Maschinenbauingenieur.

## Leben und Wirken
Sauthoff, Enkel des Moringer Stadtkämmerers Heinrich Sauthoff, studierte von 1923 bis 1928 an der Technischen Hochschule Berlin-Charlottenburg und absolvierte von 1929 bis 1932 eine Ausbildung zum Reichsbahn-Baumeister. Dabei untersuchte er bei Hans Nordmann die Fahrwiderstände von Eisenbahnwagen und -zügen. Mit der daraus resultierenden Dissertation Die Bewegungswiderstände der Eisenbahnwagen unter besonderer Berücksichtigung der neueren Versuche der Deutschen Reichsbahn wurde Sauthoff 1932 an der Technischen Hochschule Berlin-Charlottenburg zum Dr.-Ing. promoviert. Das wesentliche Ergebnis dieser Untersuchungen war die Sauthoff'sche Widerstandsformel, die bis in die 1980er Jahre benutzt wurde.
Nach der Promotion trat Sauthoff in den Dienst der Deutschen Reichsbahn und arbeitete ab 1934 in der Versuchsabteilung Bremsen im Reichsbahnausbesserungswerk Berlin-Grunewald, dem späteren Versuchsamt für Bremsen des Reichsbahn-Zentralamtes Berlin, dessen Leiter er 1941 wurde. Kriegsbedingt wurde das Versuchsamt für Bremsen im Januar 1944 nach Glogau/Schlesien und im Februar 1945 nach Göttingen/Niedersachsen evakuiert. Nach dem Zweiten Weltkrieg wurde es dann dem neuen Bundesbahn-Zentralamt in Göttingen zugeordnet, mit dem es 1951 nach Minden/Westfalen verlagert wurde. Das Amt wurde weiter von Sauthoff geleitet, der als Sachverständiger für Eisenbahnbremstechnik und insbesondere Eisenbahndruckluftbremsen in internationalen Fachausschüssen mitwirkte und Beiträge zu Luegers Lexikon der gesamten Technik lieferte. Auf ihn gehen auch die Sauthoff-Formel und die Mindener Bremsweggleichung (1961) zurück. Seine Veröffentlichungen waren vorrangig der Eisenbahner-Ausbildung gewidmet.
Ab 1963 leitete Sauthoff bis zu seiner Pensionierung 1970 das für die Bremstechnik zuständige Dezernat des Bundesbahn-Zentralamtes Minden. Seine Verdienste wurden 1972 durch die Verleihung des
Bundesverdienstkreuzes I. Klasse und 1987 durch die Beuth-Ehrenmedaille der Deutschen Maschinentechnischen Gesellschaft DMG „in Würdigung und dankbarer Anerkennung seiner großen Verdienste bei der Erforschung der Aerodynamik und des Fahrwiderstandes von Schienenfahrzeugen“ gewürdigt.
Der Physiker Gerhard Sauthoff ist ein Sohn Sauthoffs.

## Veröffentlichungen
- Die Bewegungswiderstände der Eisenbahnwagen unter besonderer Berücksichtigung der neueren Versuche der Deutschen Reichsbahn. Dissertation. Technische Hochschule Berlin-Charlottenburg, 1933.
- Einiges vom Bremsgestänge. In: Der Eisenbahner. 3, 4B, 1950.
- Die mechanische Lastabbremsung der Güterwagen. In: Der Eisenbahner. 3, 6B, 1950.
- Der Bremsgestängesteller. In: Der Eisenbahner. 3, 5B,  1950.
- Die neue KE-Druckluftbremse. In: Der Eisenbahner. 7, 5A, 1954.
- Das Bremsgewicht. In: Der Eisenbahner. 7, 10B, 1954.
- Die KE-Bremse, eine neue Druckluftbremse für Güter- und Reisezüge. In: Der Eisenbahner. 7, 1954. I. Teil: S. 137–141, II. Teil: S. 169–174.
- Bremsen – Stufe II – Leitfaden zum Lehrfach m 15 II für Dienstanfängerlehrgänge (Eisenbahn-Lehrbücherei der Deutschen Bundesbahn Band 176). 2. neu bearbeitete Auflage, herausgegeben im Auftrag der Hauptverwaltung der Deutschen Bundesbahn durch die Arbeitsgemeinschaft für Ausbildungshilfsmittel, Josef Keller Verlag, Starnberg 1955.
- Die KE-Bremse für Schnellzüge. In: Der Eisenbahner. 9, 1956. Folge 1: S. 329–333, Folge 2: S. 361–365.
- Die Scheibenbremse und ihre Bremsbeläge. In: Glasers Annalen. 83, 1959.
- Über die Möglichkeiten zur Berechnung der Bremswege von Eisenbahnzügen. In: Glasers Annalen. 85, 1961, S. 3–16.
- Kunststoffbremsklötze. Hestra, Darmstadt 1963.
- Der Bremsbeamte. Keller, Starnberg 1969. 2. Auflage: 1970. 3. Auflage: 1972.
- Bremskunde für Triebfahrzeugführer. 5. Auflage. Keller, Starnberg 1973.
- Bremskunde für den technischen Wagendienst. Eisenbahn-Fachverlag, Heidelberg, Mainz 1978.